# Jasminum multiflorum
Jasminum multiflorum eller Borneojasmin är en syrenväxtart som först beskrevs av Nicolaas Laurens Burman, och fick sitt nu gällande namn av Henry Charles Andrews. Jasminum multiflorum ingår i släktet Jasminum och familjen syrenväxter. Inga underarter finns listade i Catalogue of Life. Arten kommer från Pakistan, Indien, Bhutan, Myanmar, Nepal och Indokina och används till att smaksätta té. Borneojasmin kan odlas som krukväxt i Sverige.

## Beskrivning
Borneojasmin är en klättrande buske. Grenar och blomfoder tätt gråbrunt skägghåriga. Bladen är motsatta, enkla, äggrunda, utdraget spetsiga, ovansidan är fint hårig, senare kal, undersidan är filt- eller finhårig, särskilt på nerverna. Bladskaft är stela, filthåriga. Blommorna är mer eller mindre skaftlösa, de sitter i huvudlika knippen på korta dvärgskott, som kan vara toppställda eller sitta i bladvecken. De är väldoftande. Fodret har 6-9 linjära flikar, cirka 1 cm långa. Kronan är vit och har 6-9, 1-2 cm långa, avlångt lansettlika flikar. Frukten är ett svart bär.

## Synonymer
- Jasminum gracillimum Hook. f.
- Jasminum pubescens (Retz.) Willd.
- Nyctanthes multiflorum Burm. f. (basionym)
- Nyctanthes pubescens Retz.

## Bildgalleri

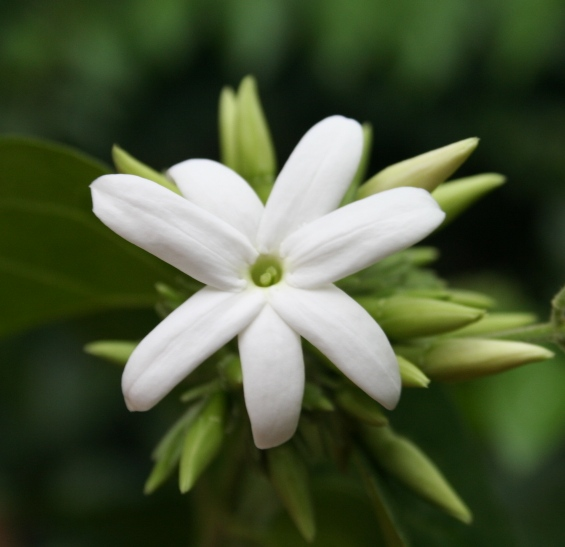
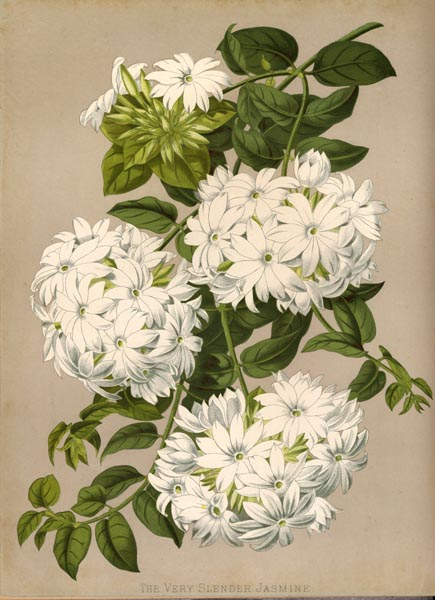
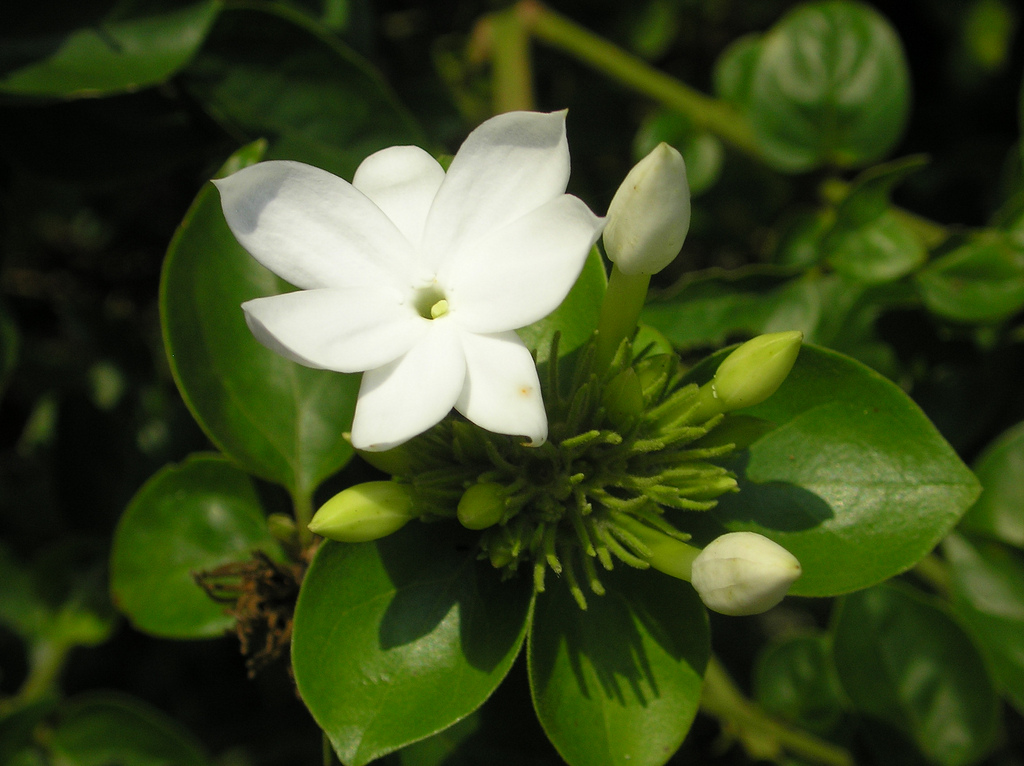
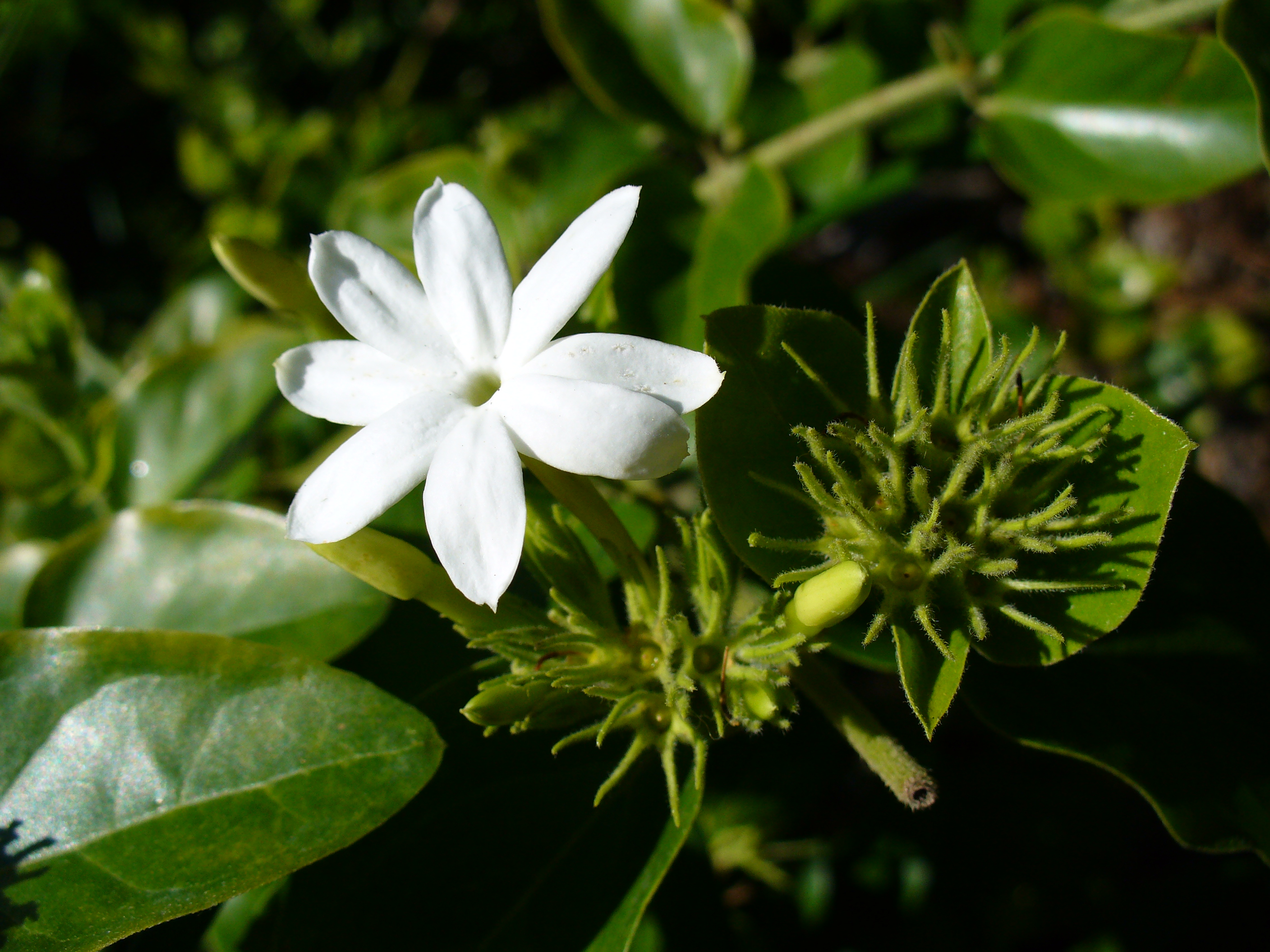
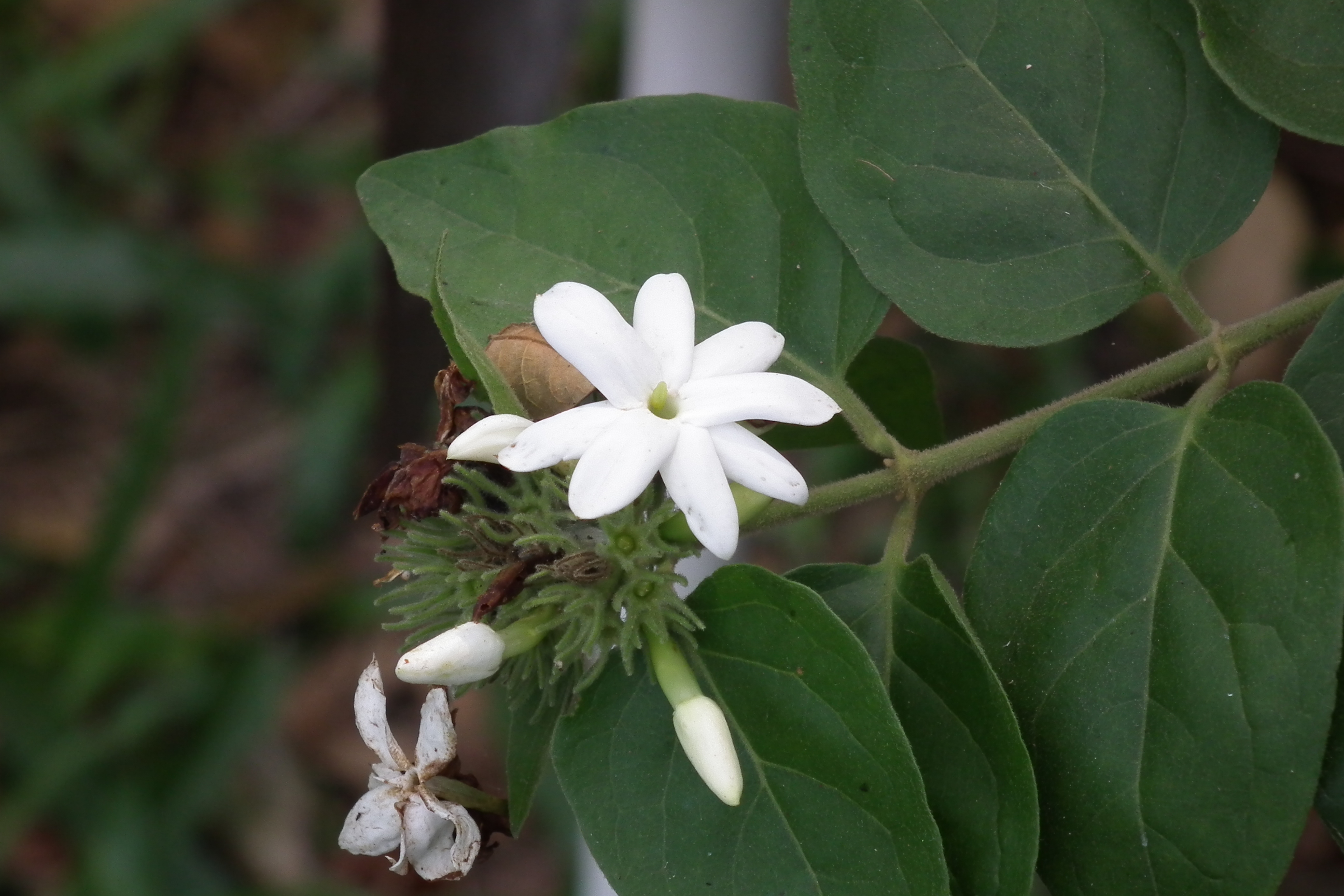
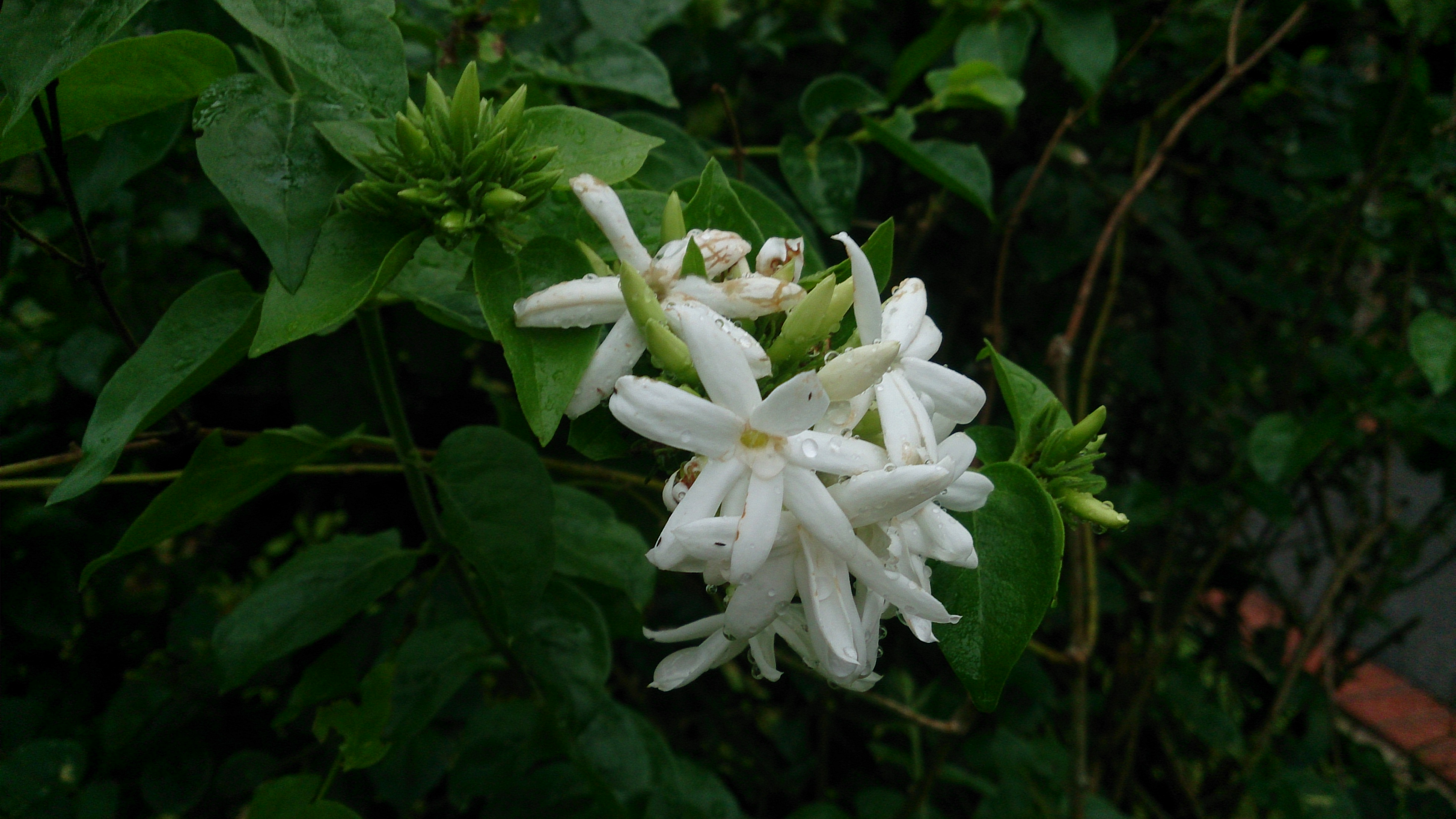

### Webbkällor
- Flora of Pakistan - Jasminum multiflorum